# Surkörsbär
Surkörsbär (Prunus cerasus) är en art i familjen rosväxter. Arten finns inte vildväxande,[källa behövs] men förekommer förvildad i största delen av Europa (även Sverige) och Sydvästasien. Frukten är en stenfrukt med syrlig smak. Trädet blir 4 till 10 meter högt och har under våren vita blommor. Bladen är hela, spetsiga och sågade i kanten. På bladskaftet finns två glandler (körtlar) nära bladskivan, till skillnad från sötkörsbär (Prunus avium) som har sådana glandler längre ned på skaftet.

## Grupper och sorter
Surkörsbär kan delas in i två grupper, samt prydnadssorter:

### Amareller
(Caproniana-gruppen) – frukterna har blekt fruktkött och ofärgad saft. Till sorterna hör bland andra:
- 'Allmänt klarbär'
- 'Grosse Glaskirsche' ('stort klarbär')
- 'Montmorency'
- 'Pernilla'.

### Moreller
(Austera-gruppen) – frukterna har mörkt fruktkött och stark färgad fruktsaft. De används bland annat till saft, marmelad, sylt och vin. Några sorter i gruppen är:
- 'Allmänt Brunkörsbär'
- 'Griot Moskovskii'
- 'Heimanns Konservenweichsel' ('fanal')
- 'Kelleris 14'
- 'Kelleris 16'
- 'Kirsa'
- 'Maraska' (maraskakörsbär) – en morell med relativt små, bittra och torra frukter som odlas i Kroatien. Av frukterna görs likören maraschino.
- 'Morellenfeuer'
- 'Morello' ('skuggmorell')
- 'Nefris'
- 'Nordia'
- 'Ostheimer Weichsel' ('Ostheimer')
- 'Rheinische Schattenmorelle'
- 'Semperflorens' (allhelgonakörsbär) – blommar två gånger per säsong, först i april-maj och senare i augusti-september. Frukterna är sura, men smakrika.
- 'Stevnsbär'
- 'Stevnsbär Birgitte'
- 'Stevnsbär Viki'
- 'Tshernokorka'
- 'Weichel'
- 'Wildholdt'
- 'Vladimir'

### Exempel på prydnadssorter
- 'Plena' – som är fylldblommig.
- 'Semiplena' – som är halvt fylldblommig.

## Bygdemål
| Namn   | Trakt    | Referens |
| ------ | -------- | -------- |
|        |          |          |
| Kirser | Blekinge | [ 1 ]    |

## Galleri

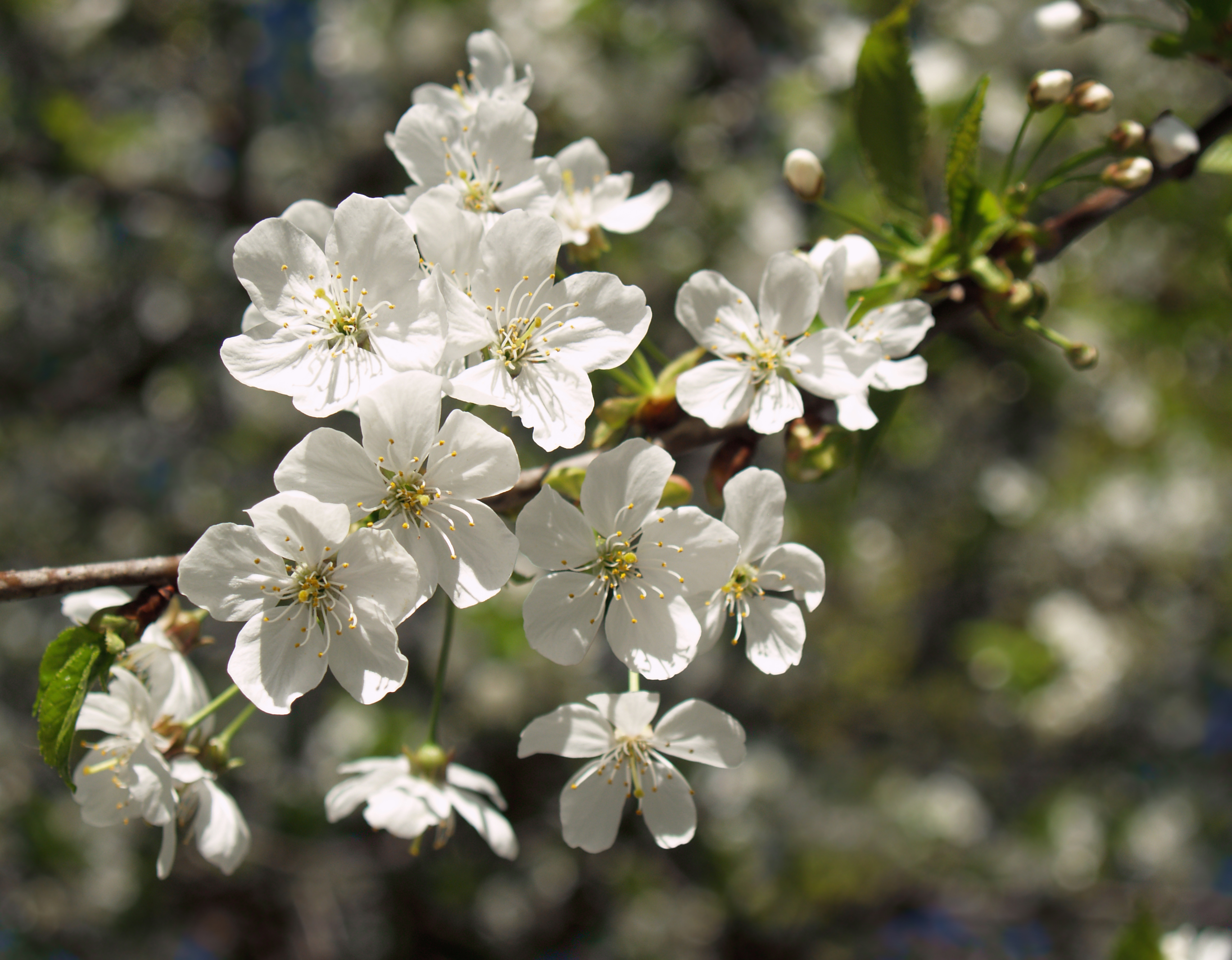
Blommande kvist
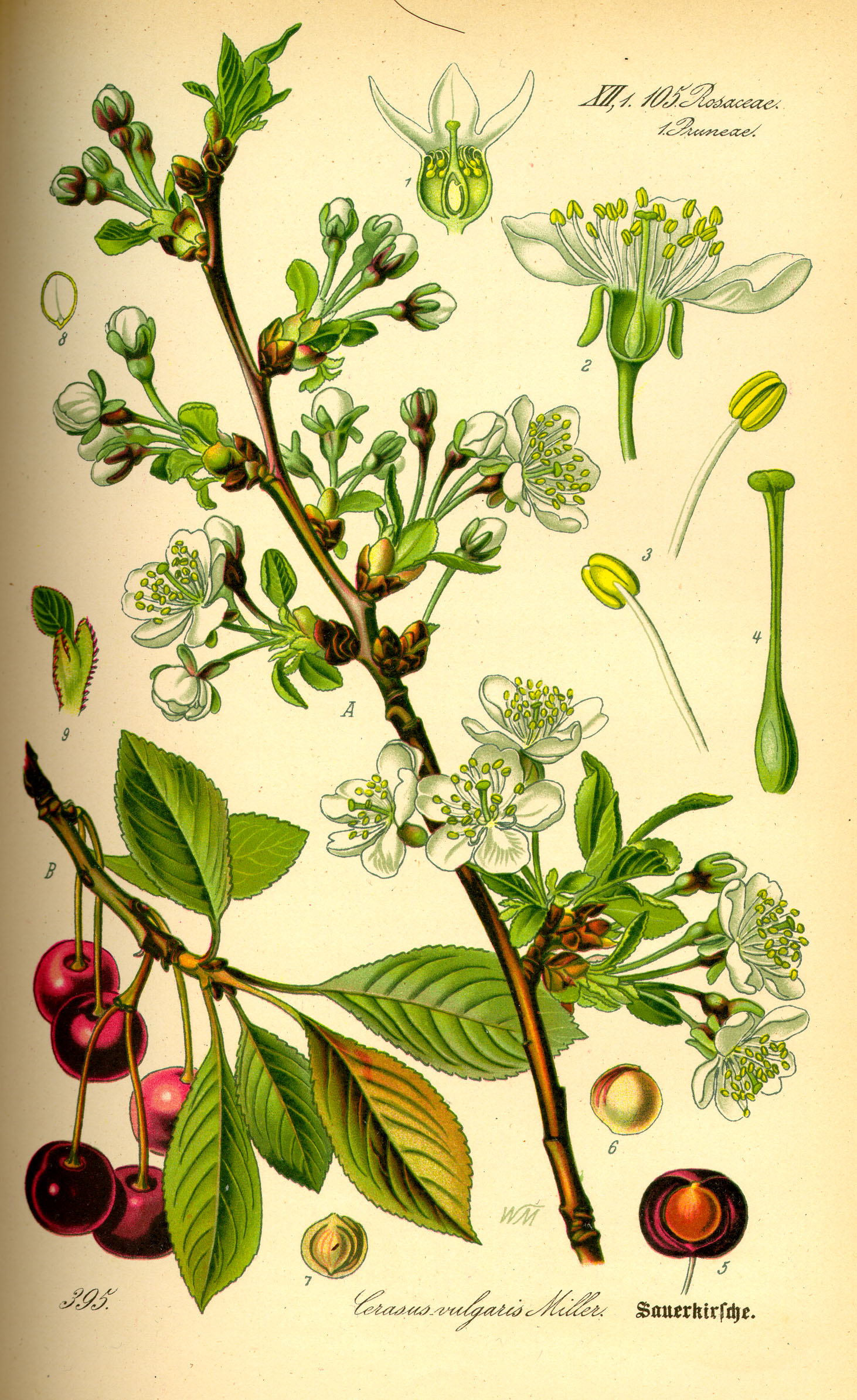
Beskrivande illustration
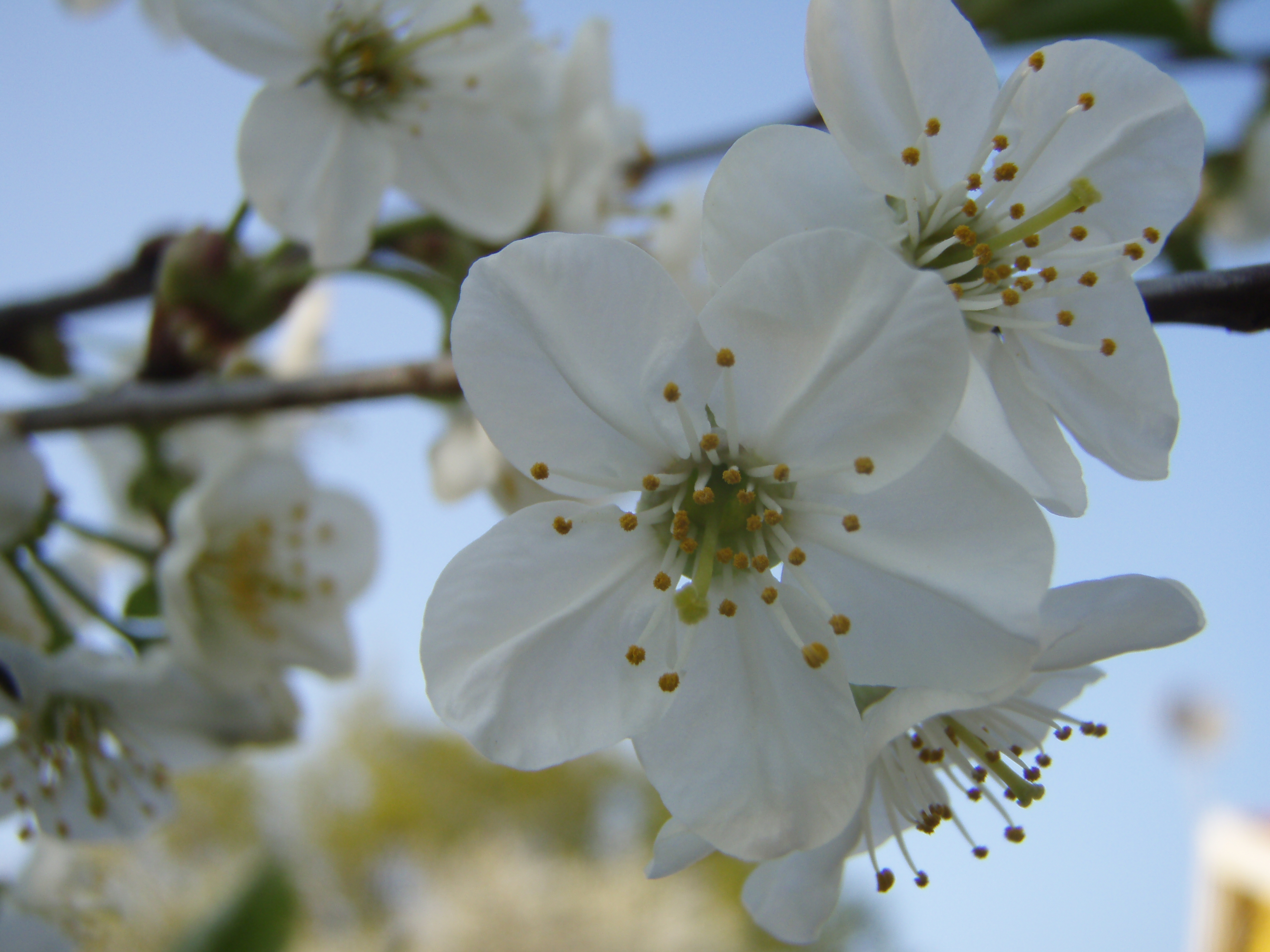
Närbild på en blommande kvist
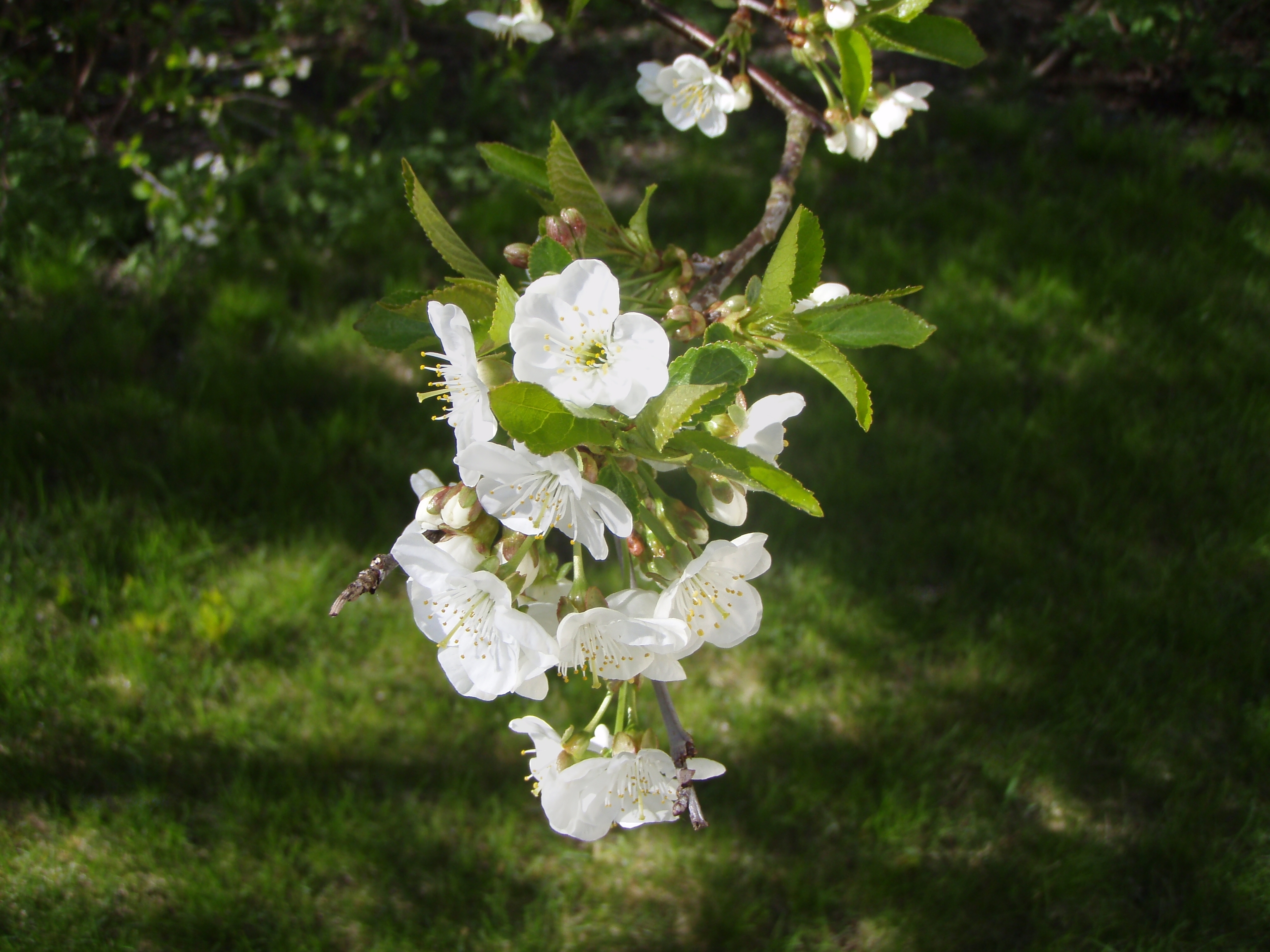
Blommande kvist
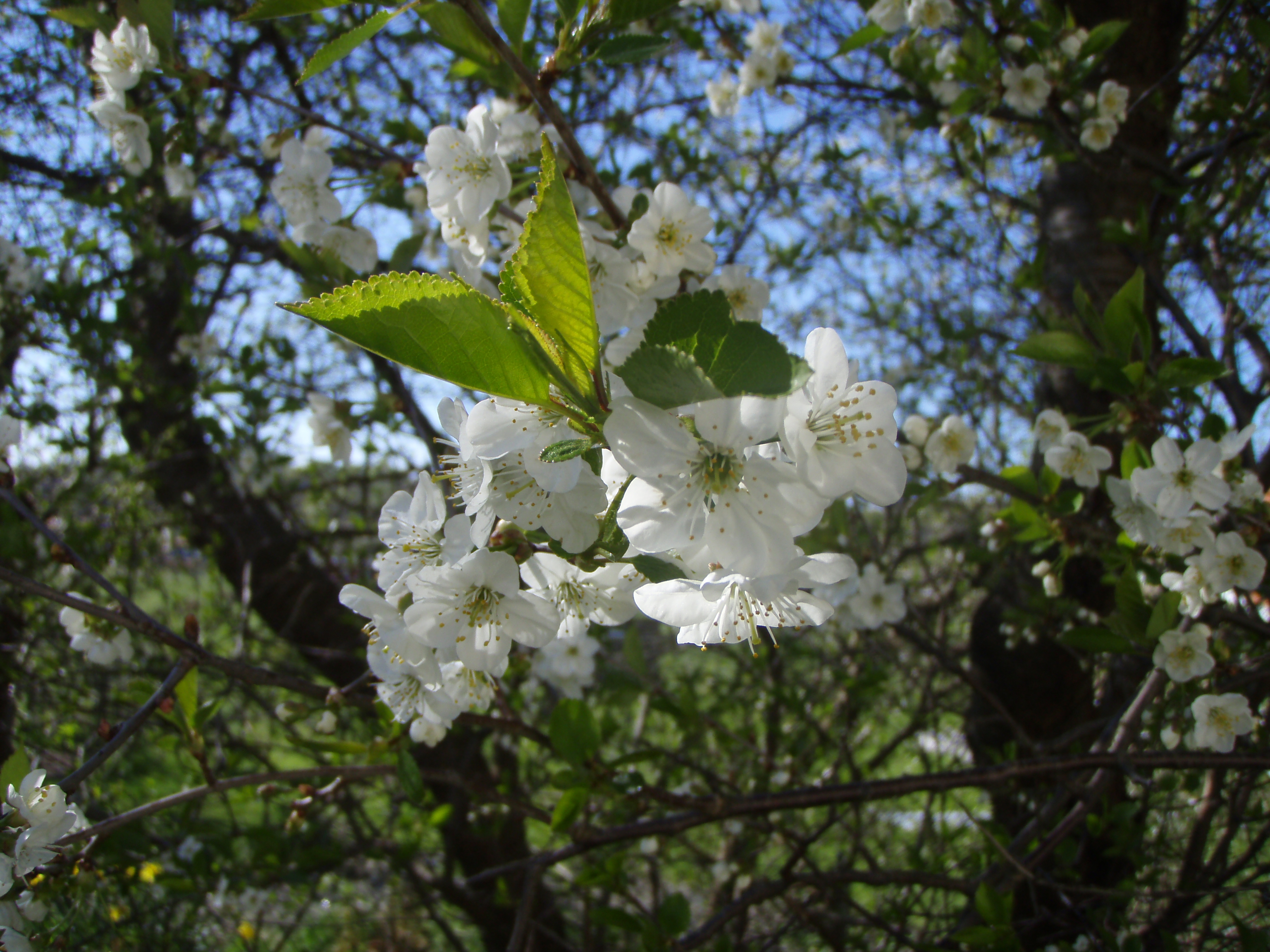
Blommande kvist
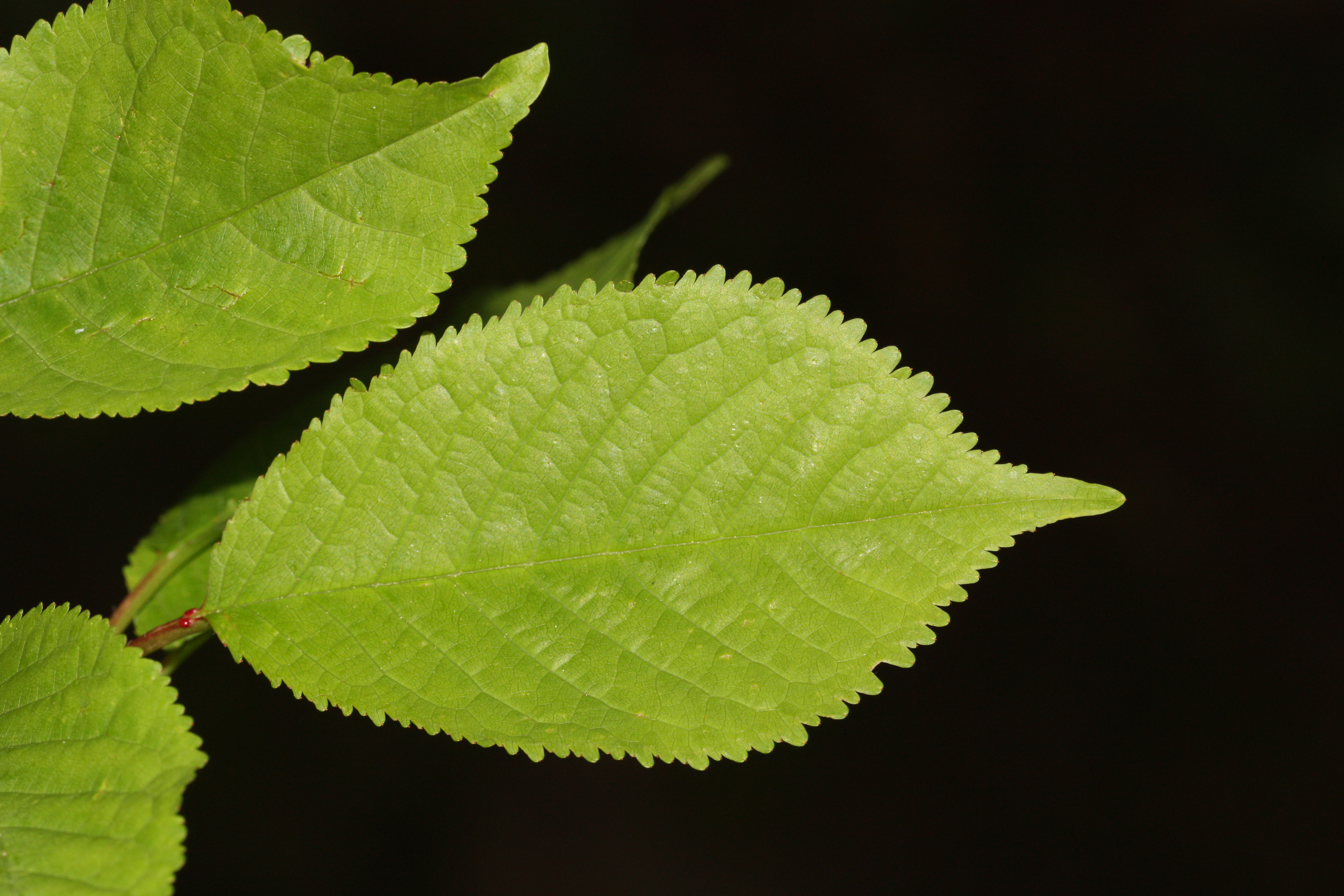
Blad med glandler nära bladskivan, på skaftet.